# El azul es un color cálido
El azul es un color cálido (en francés: Le bleu est une couleur chaude) es una novela gráfica dibujada por Jul Maroh. En ella se narra la historia de amor entre dos mujeres francesas al comienzo de la década del 2000, y la protagonista describe sus sentimientos ante temas como el primer amor y la aceptación de la homosexualidad. La obra fue galardonada con el premio del público en el Festival Internacional de la Historieta de Angulema de 2011. También ha contado con una adaptación al cine en 2013, titulada La vida de Adèle.

## Argumento
Después de la muerte de Clémentine, su exnovia Emma se dirige a casa de los padres de la difunta para cumplir su última voluntad: leer sus diarios personales. Toda la acción transcurre en Lille (Francia) entre 1994 y 2008.
En el primer diario, Clémentine se describe como una joven quinceañera que vive una adolescencia despreocupada y ha comenzado a salir con un compañero de secundaria. Sin embargo, su percepción de la vida cambia por completo cuando se cruza por la calle con una pareja de lesbianas, enamorándose a primera vista de una intrigante mujer de cabello azul. A partir de ese momento, las crecientes dudas sobre su identidad sexual harán que intente conocerla con la ayuda de su amigo Valentin, un chico homosexual que comprende por lo que está pasando. En el resto de los diarios Clémentine relata toda su relación con Emma, las reacciones negativas de su círculo personal, los primeros encuentros sexuales, y como todas esas experiencias han construido el relato de su vida.

## Estilo
El azul es un color cálido es una obra autoconclusiva con un dibujo de estilo realista. La estructura del relato combina el presente vivido por Emma con los recuerdos del diario de Clémentine. Para distinguir ambas líneas narrativas, el presente está coloreado en tonos pastel apagados, mientras que el pasado se refleja en una escala de grises irrumpida solamente por el azul celeste, el color del pelo de Emma en aquella época. Este contraste de azul cálido pretende reflejar el impacto que Emma tuvo en la vida de Clémentine, así como el amor verdadero que sentía por ella.
En el momento de escribirla, Maroh quería que su obra llegara a todo tipo de lector, especialmente a aquellas personas con dudas sobre su orientación sexual, una percepción errónea de las relaciones de género, o incluso con prejuicios sobre la homosexualidad. Del mismo modo rehuyó cualquier estereotipo que pudiera banalizar el argumento. Además Maroh hizo que las protagonistas tuviesen una percepción distinta sobre su condición: mientras Emma es abiertamente lesbiana y lo defiende en todos los aspectos de su vida, Clémentine lo acepta desde un plano íntimo que renuncia al activismo. La autora reflejó estas distintas percepciones porque, en su opinión, «uno de los privilegios de ser heterosexual es que no tengas que preguntarte cómo vivir con ello».
En su blog, Maroh ha llegado a definir el guion como «un proceso para hablar sobre la vida, el amor y la humanidad; un proceso sobre mi vida y el camino que he elegido».

## Historia

### Desarrollo
La novela gráfica supuso el debut profesional de la francesa Jul Maroh, acreditada en la obra como Julie Maroh. Antes de su publicación, gestionaba un webcómic y estaba estudiando artes aplicadas en Bruselas. 
Maroh comenzó a escribir el guion cuando tenía 19 años, construyendo los personajes a través de sus propias experiencias personales. La autora quiso acercar su visión del lesbianismo a través de un romance protagonizado por dos mujeres ficticias. Entre otros temas aborda las dudas de la protagonista sobre su identidad sexual, los altibajos de la relación entre Emma y Clémentine, y las reacciones de su círculo próximo. En total tardó cinco años en terminar el cómic: en la última página aparece una firma del 20 de enero de 2010.
La novela gráfica fue editada en marzo de 2010 por Glénat Editions en el mercado francófono, y contó con una beca del gobierno de la Comunidad Valonia-Bruselas. Aunque había sido editada por una autora novel, las buenas críticas y la aceptación del público galo le llevaron a convertirse en un éxito de ventas a nivel nacional. En 2011 fue editada en España por Dibbuks.
La repercusión internacional de esta obra aumentó gracias a la adaptación cinematográfica de 2013. Desde entonces, El azul es un color cálido ha sido traducida a más de quince idiomas.

### Acogida de la crítica
En términos generales la obra ha tenido buenas reseñas de la crítica especializada. El diario francés Le Monde ha valorado la capacidad de la autora para contar una historia de amor entre dos mujeres «con pasión y naturalidad», sin rehuir ningún aspecto, además de la naturalidad con la que trata cuestiones relativas a la homosexualidad. Por su parte Jesús Jiménez, presentador del espacio Viñetas y bocadillos en RNE Radio 5, ha valorado que cualquier lector puede identificarse con la forma en que describe el primer amor, pues «emociona desde el primer momento (…) sin caer en la cursilería».
El azul es un color cálido obtuvo el premio del público en el Festival Internacional de la Historieta de Angulema de 2011. También estuvo nominada en la sección oficial al Mejor Álbum, aunque ese galardón recayó en el italiano Manuele Fior.

## Adaptación al cine
El azul es un color cálido inspiró una adaptación cinematográfica, La vida de Adèle, dirigida y escrita por el franco-tunecino Abdellatif Kechiche. La cinta fue galardonada con la Palma de Oro en el Festival de Cannes 2013, y por primera vez el jurado premió tanto al director como a las actrices protagonistas, Adèle Exarchopoulos y Léa Seydoux. Cabe destacar que su estreno coincidió con la aprobación del matrimonio entre personas del mismo sexo en Francia, por lo que tuvo mayor atención mediática.
Aunque esté basada en la novela gráfica, Kechiche tuvo libertad creativa y construyó una historia diferente al planteamiento original: Adèle es un personaje distinto de Clémentine, y no muere como sí sucedía en el cómic. En la película se da más importancia tanto a las escenas sexuales como a la división socioeconómica de las protagonistas, y Kechiche vincula este último aspecto para explicar por qué las familias de Adèle y Emma tienen una percepción tan dispar sobre la identidad sexual. Si bien los personajes siguen una evolución similar, se presta más atención al desarrollo personal y sentimental de los protagonistas. El director también respetó el simbolismo del color azul a lo largo de las tres horas de película.
Maroh no estuvo conforme con algunos aspectos de la adaptación. Aunque aplaudió la originalidad de Kechiche para plasmar un argumento «coherente, justificado y fluido», también sintió que no había sido capaz de captar el mensaje de su historia, llegando a decir que «faltan lesbianas». En ese sentido fue especialmente crítica con las escenas de sexo explícito, a su juicio «ridículas» y «poco creíbles» desde el punto de vista afectivo, pues en el cómic era la primera vez que Clémentine tenía una relación sexual con alguien a quien además llevaba meses ocultando sus sentimientos. Kechiche se defendió en una entrevista posterior, alegando que Maroh le había dado su beneplácito cuando vio la película antes del estreno en Cannes.

## Premios y reconocimientos
- Premio al mejor debut en el Salón de la Historieta de Roubaix (2010).[16]
- Premio del público en el Festival Internacional de la Historieta de Angulema (2011).[2]
- Premio al mejor álbum internacional en el Festival de la Historieta de Argel (2011).[16]